# США на зимних Олимпийских играх 1956
Соединённые Штаты Америки принимали участие в VII Зимних Олимпийских играх, проходивших в Кортина-д’Ампеццо (Италия) с 26 января по 5 февраля 1956 года, где представители США завоевали 7 медалей, из которых 2 золотых, 3 серебряных и 2 бронзовых. На Зимних Олимпийских Играх в Кортина-д’Ампеццо, сборную Соединённых Штатов Америки представляли 67 спортсменов (57 мужчин и 10 женщин), выступавших в 8 видах спорта.

## Интересный факт
- На церемонии открытия Олимпиады в Кортина-д’Ампеццо, флаг США нёс бобслеист Джеймс Бикфорд, уже ранее исполнявший аналогичную роль на Олимпиаде в Осло.